# Pensione di reversibilità
La pensione di reversibilità, in Italia, è la quota parte della pensione complessiva che spetta ad uno dei due coniugi al sopraggiungere della morte dell'altro.

## Storia
Venne introdotta col regio decreto legge 14 aprile 1939-XVII, n. 636 - convertito in legge 6 luglio 1939, n. 1272 - come misura di tutela delle donne che non avessero una pensione propria e che, alla morte del coniuge, restavano prive di un reddito minimo. Nel secondo dopoguerra varie sentenze della Corte costituzionale della Repubblica Italiana hanno annullato leggi che negavano la reversibilità in base alla differenza di età tra i coniugi e alla durata del matrimonio (n. 587/1988, 123/1990, 189/1991, 450/1991). Altrove si è stabilito che è lecita una riduzione progressiva e proporzionale del quantum (n. 211/1997 e n. 416/1999), ma non negare l'an dello stesso trattamento previdenziale, aspetti nettamente distinti dal punto di vista giuridico (non da quello economico), come per le norme annullate in precedenza, che precludevano in determinati casi l'accesso al trattamento pensionistico tout court. Intendendo nel merito la mancata rivalutazione della disoccupazione involontaria; ovvero pongono in essere requisiti eccessivamente gravosi che privano in sostanza di ogni tutela previdenziale il lavoratore (n. 436/1988). Con sent. 822/1988, ha stabilito che:
Nel caso specifico, veniva ridotta di 2/3 la pensione precedente spettante. Con sent. 345/1988, viene affermato <<che il principio della proporzionalità ed adeguatezza della pensione, enunciato dai suindicati parametri costituzionali (art. 36 e 38), non comporta che "il livello della pensione... debba poter attingere il traguardo della integrale coincidenza con la retribuzione goduta all'atto della cessazione del servizio (sentt. n. 26/1980; n. 349/1985; n. 173/1986; ord. n. 44/1985)>>. <<Il principio della valutazione discrezionale del legislatore (Sent. n. 62 del 1980) in ordine ai livelli pensionistici", che intende lasciare al legislatore ordinario la libertà di fissare il rapporto tra retribuzione e pensione secondo criteri valutati, momento per momento, come più opportuni, va comunque inteso nel senso che "è compito della legge ordinaria stabilire se "il livello della pensione debba poter attingere il traguardo della integrale coincidenza con la retribuzione goduta all'atto della cessazione dal servizio". Pertanto, il rapporto fra pensione e retribuzione (ed ora fra pensione e contributi versati) non è predeterminato, ma la discrezione del legislatore nel fissare tale rapporto deve comunque tendere al 100%.
L'art. 18, comma 5 del decreto legge 6 luglio 2011, n. 98, convertito in legge 15 luglio 2011, n. 111  aveva introdotto limitazioni alla quota percentuale della pensione spettante ai superstiti dell'assicurato o pensionato deceduto, per contrastare la pratica dei matrimoni cosiddetti "di comodo" (la riduzione, che operava nei casi in cui il matrimonio era stato contratto ad età del pensionato superiore a 70 anni e la differenza di età tra i coniugi era superiore a 20 anni, era pari al 10% per ogni anno di matrimonio mancante rispetto al numero di 10), ma la Corte costituzionale, con sentenza 15 giugno - 14 luglio 2016, n. 174, ha dichiarato l’illegittimità costituzionale della presente norma. Il decreto del 2011 non prevede un minimo del trattamento pensionistico da corrispondere comunque, anche ai coniugi con differenza di età pari a 20 e sposati da meno di un anno, perché non si verifichi la negazione dell'an del trattamento.

## Caratteristiche
La reversibilità è una prestazione di natura previdenziale (retributiva o contributiva, comunque pagata dal lavoratore), non di natura assistenziale in cui entrano in campo logiche equitative.

### Aventi diritto
Hanno diritto alla pensione:
- il coniuge superstite, anche se separato: se il coniuge superstite è separato con addebito, la pensione ai superstiti spetta a condizione che gli sia stato riconosciuto dal Tribunale il diritto agli alimenti;
- il coniuge divorziato se titolare di assegno divorzile. La moglie divorziata deve chiedere l'attribuzione di una quota della pensione di reversibilità dell'ex marito, al Tribunale di appartenenza della stessa, "quale autorità giurisdizionale del luogo di adempimento dell'obbligazione." (Corte di Cassazione, Sezione 1 civile - Sentenza 14 marzo 2014, n. 6019)
- i figli (legittimi o legittimati, adottivi o affiliati, naturali, riconosciuti legalmente o giudizialmente dichiarati, nati da precedente matrimonio dell'altro coniuge) che alla data della morte del genitore siano minorenni, inabili, studenti o universitari e a carico alla data di morte del medesimo;
- i nipoti minori (equiparati ai figli) se a totale carico degli ascendenti (nonno o nonna) alla data di morte dei medesimi.

In mancanza del coniuge, dei figli e dei nipoti la pensione può essere erogata:
- ai genitori d'età non inferiore a 65 anni, non titolari di pensione, che alla data di morte del lavoratore e/o pensionato siano a carico del medesimo.

In mancanza del coniuge, dei figli, dei nipoti e dei genitori la pensione può essere erogata:
- ai fratelli celibi inabili e sorelle nubili inabili, non titolari di pensione, che alla data di morte del lavoratore e/o pensionato siano a carico del medesimo.

Riguardo ai criteri di valutazione per ripartizione quote di reversibilità fra vedova ed ex moglie (in caso di divorzio), come ribadito nella sentenza della Corte di Cassazione, sez. I Civile, sentenza 2 dicembre 2013 – 14 marzo 2014, n. 6019

### Requisiti
Il lavoratore deceduto, non pensionato, deve aver maturato, in alternativa:
- almeno 780 contributi settimanali (requisiti previsti per la pensione di vecchiaia prima dell'entrata in vigore del D.lvo 503/92);
- almeno 260 contributi settimanali di cui almeno 156 nel quinquennio antecedente la data di decesso (requisiti previsti per l'assegno ordinario di invalidità).

### Indennità per morte
Il superstite del lavoratore assicurato al 31.12.1995 e deceduto senza aver perfezionato i requisiti amministrativi richiesti, può richiedere l'indennità per morte, se:
- il lavoratore deceduto non aveva ottenuto la pensione;
- non sussiste per nessuno dei superstiti il diritto alla pensione indiretta per mancato perfezionamento dei requisiti richiesti;
- nei 5 anni precedenti la data di morte risulta versato almeno un anno di contribuzione.

La domanda per ottenere l'indennità in parola deve essere presentata, a pena di decadenza, entro un anno dalla data del decesso del lavoratore assicurato.

### Indennitàuna-tantum
Il superstite di lavoratore assicurato dopo il 31.12.1995 e deceduto senza aver perfezionato i requisiti amministrativi richiesti, può richiedere l'indennità una-tantum, se:
- non sussistono i requisiti assicurativi e contributivi per la pensione indiretta;
- non ha diritto a rendite per infortunio sul lavoro o malattia professionale, in conseguenza della morte dell'assicurato;
- è in possesso di redditi non superiori ai limiti previsti per la concessione dell'assegno sociale.

Il diritto all'importo in questione è soggetto alla prescrizione decennale.

### Presentazione delle domande
La domanda può essere inoltrata esclusivamente in via telematica attraverso uno dei seguenti canali:
- Web – avvalendosi dei servizi telematici accessibili direttamente dal cittadino tramite PIN attraverso il portale dell'Istituto, www.inps.it
- telefono – contattando il contact center integrato, al numero 803164 gratuito da rete fissa o al numero 06164164 da rete mobile a pagamento secondo la tariffa del proprio gestore telefonico
- patronati e tutti gli intermediari dell'Istituto - usufruendo dei servizi telematici offerti dagli stessi

La domanda vale anche come richiesta dei ratei di pensione maturati e non riscossi dal deceduto.
La pensione ai superstiti decorre dal 1º giorno del mese successivo a quello del decesso del lavoratore ovvero del pensionato, indipendentemente dalla data di presentazione della domanda.

### Importo spettante
L'importo spettante ai superstiti è calcolato sulla base della pensione dovuta al lavoratore deceduto ovvero della pensione in pagamento al pensionato deceduto applicando le percentuali previste dalla Riforma Dini del 1995:
- 60%, solo coniuge;
- 70%, solo un figlio;
- 80%, coniuge e un figlio ovvero due figli senza coniuge;
- 100% coniuge e due o più figli ovvero tre o più figli;
- 15% per ogni altro familiare, avente diritto, diverso dal coniuge, figli e nipoti.

Nel primo caso pensione ai superstiti liquidata a decorrere dal 1.9.1995 viene ridotta se il titolare possiede altri redditi. Le pensioni ai coniugi superstiti aventi decorrenza dal 1º gennaio 2012 nei casi in cui il deceduto abbia contratto matrimonio ad un'età superiore a 70 anni; la differenza di età tra i coniugi sia superiore a 20 anni o il matrimonio sia stato contratto per un periodo di tempo inferiore ai dieci anni non sono più soggette ad una riduzione dell'aliquota percentuale per un criterio sancito dalla Corte Costituzionale con sentenza 15 giugno - 14 luglio 2016, n. 174. La decurtazione della pensione ai superstiti non opera comunque qualora vi siano figli minori, studenti o inabili.

### Cause di cessazione
Il diritto alla pensione ai superstiti cessa nei seguenti casi:
- per il coniuge, qualora contragga nuovo matrimonio. In questo caso al coniuge spetta solo l'una tantum pari a due annualità della sua quota di pensione, compresa la tredicesima mensilità, nella misura spettante alla data del nuovo matrimonio. Nel caso che la pensione risulti erogata, oltre che al coniuge, anche ai figli, la pensione deve essere riliquidata in favore di questi ultimi applicando le aliquote di reversibilità previste in relazione alla mutata composizione del nucleo familiare;
- per i figli minori, al compimento del 18º anno di età;
- per i figli studenti di scuola media o professionale che terminano o interrompono gli studi e comunque al compimento del 21º anno di età. La prestazione di un'attività lavorativa da parte dei figli studenti, il superamento del 21º anno di età e l'interruzione degli studi non comportano l'estinzione, ma soltanto la sospensione del diritto alla pensione;
- per i figli studenti universitari che terminano o interrompono gli anni del corso legale di laurea e comunque al compimento del 26º anno di età. La prestazione di un'attività lavorativa da parte dei figli universitari e l'interruzione degli studi non comportano l'estinzione, ma soltanto la sospensione del diritto alla pensione;
- per i figli inabili qualora venga meno lo stato di inabilità;
- per i genitori qualora conseguano altra pensione;
- per i fratelli e le sorelle qualora conseguano altra pensione, o contraggano matrimonio, ovvero venga meno lo stato di inabilità;
- per i nipoti minori, equiparati ai figli legittimi, valgono le medesime cause di cessazione e/o sospensione dal diritto alla pensione ai superstiti previste per i figli.

La cessazione della contitolarità di uno o più soggetti determina la riliquidazione della prestazione nei confronti dei restanti beneficiari, calcolando la pensione dalla decorrenza originaria con gli incrementi perequativi e di legge intervenuti nel tempo, in base alle aliquote di pertinenza dei restanti contitolari.

## Aspetti legali di equità sociale
Nonostante le pensioni di vecchiaia e relativi trattamenti di reversibilità siano calcolati da anni col metodo contributivo, la legislazione non tiene conto degli anni di effettivo godimento della pensione di vecchiaia da parte del lavoratore, prima del decesso: a parità di contributi versati, la pensione in altre parole è ridotta al 60% sia che il lavoratore sia deceduto dopo avere riscosso per 20 annui la pensione "piena", che per il lavoratore che muoia dopo un anno dall'inizio della pensione. Una ripartizione più "equa" dovrebbe prevedere un periodo minimo di anni cumulato fra lavoratore e coniuge superstite, in cui la pensione comunque spetta al 100% del trattamento iniziale e non subisce decurtazioni nel caso di morte prematura del lavoratore. In maniera simile, non sono previsti coefficienti di adeguamento per le cosiddette Baby pensioni.
La pensione di reversibilità di vedova si può cumulare con una (o più) pensioni di reversibilità di un ex coniuge divorziato. L'incumulabilità non si applica in presenza di contitolari appartenenti al medesimo nucleo familiare. Quando il titolare di un assegno sociale o pensione sociale diventa titolare di pensione ai superstiti, perde contestualmente il diritto a dette prestazioni di natura assistenziale, che pertanto vengono revocate dalla data di decorrenza della nuova pensione, anche se a carico di Ente diverso dall'INPS  Vanno, invece, solo ricostituite se derivano da invalidità civile, essendo il reddito dell'anno precedente, in base alla normativa di riferimento, il requisito per la loro concessione o revoca.